# Durello
Durello är en sort av gröna vindruvor, som är relativt ovanlig. Den har sitt ursprung i norra Italien i Venetoområdet. I bland annat Gambellara och Soave används den som en minoritetsdruva tillsammans med Garganega. Druvan används sällan idag trots att den har en intressant struktur med väldigt hög syrahalt. Med dagens vinintresse har många lokala producenter börjat experimentera med druvan och den höga syrahalten har visat sig vara utmärkt för mousserande varianter. 
Druvklasen är ganska lättigenkännlig eftersom druvorna ser väldigt runda och nästan lite knubbiga ut.